# El Ouardia
El Ouardia (àrab: الوردية, al-Wardiyya) és una delegació o mutamadiyya de Tunísia, a la governació de Tunis, a la rodalia de la ciutat de Tunis, al sud del centre de la ciutat, formada pels barris situats a la part oriental de la sabkha de Sijoumi. Darrerament s'ha rehabilitat el barri de Cité Ennour i la delegació regional fa altres actuacions per millorar la zona. La delegació tenia 30.400 habitants segons el cens del 2004.

## Administració
Com a delegació o mutamadiyya, duu el codi geogràfic 11 65 (ISO 3166-2:TN-12) i està dividida en sis sectors o imades:
- El Ouardia (11 65 51)
- Bou-Gatfa (11 65 52)
- Tahar Sfar (11 65 53)
- Cité El Izdihar (11 65 54)
- Cité Mohamed Ali (11 65 55)
- Sidi Belhassen (11 65 56)

Al mateix temps, constitueix una de les circumscripcions o dàïres, amb codi geogràfic 11 11 23, de la municipalitat o baladiyya de Tunis (codi geogràfic 11 11).